# Кинга Гьонц
Кинга Гьонц (на унгарски: Göncz Kinga) е унгарска психиатърка, политик, министър без портфейл по въпросите на равните възможности през 2004 г., министър на младежта, семейството, социалните въпроси и равните възможности между 2004 и 2006 г. и министър на външните работи на Унгария между 2006 и 2009 г. Членка на Европейския парламент от 18 юни 2009 г. до 2014 г. Дъщеря на президента Арпад Гьонц, правнучка на писателя Габор Гьонтер.

## Биография
Завършва медицински университет през 1972 г. През 1978 г. полага изпит по психиатрия, а през 1982 г. – за психотерапевт.
Между 1972 и 1978 г. работи в Националния институт по психично здраве и неврология, а след това в периода 1978 – 1986 г. е психиатърка в болницата „Хетени Геза“ в Солнок. До 1989 г. е асистентка в Националния институт по медицинска рехабилитация, а след това е асистентка в катедрата по социална политика в Университета „Лоранд Йотвьош“. Между 1998 и 2003 г. преподава в Централноевропейския университет.
Започва да се занимава с политика през 2002 г., когато става политически държавен секретар на Министерството на здравеопазването, социалните въпроси и семейните въпроси по време на правителството на Петер Медгеши. През 2004 г. след идването на Ференц Дюрчани става ръководителка на новосформираното Министерство на младежта, семейството, социалните въпроси и равните възможности.
През 2009 г. е предложена за лидер на листата на Унгарската социалистическа партия за изборите за Европейски парламент. Става член на Европейския парламент и заместник-председател на Комисията по граждански свободи, правосъдие и вътрешни работи.